# 緑が丘 (明石市)

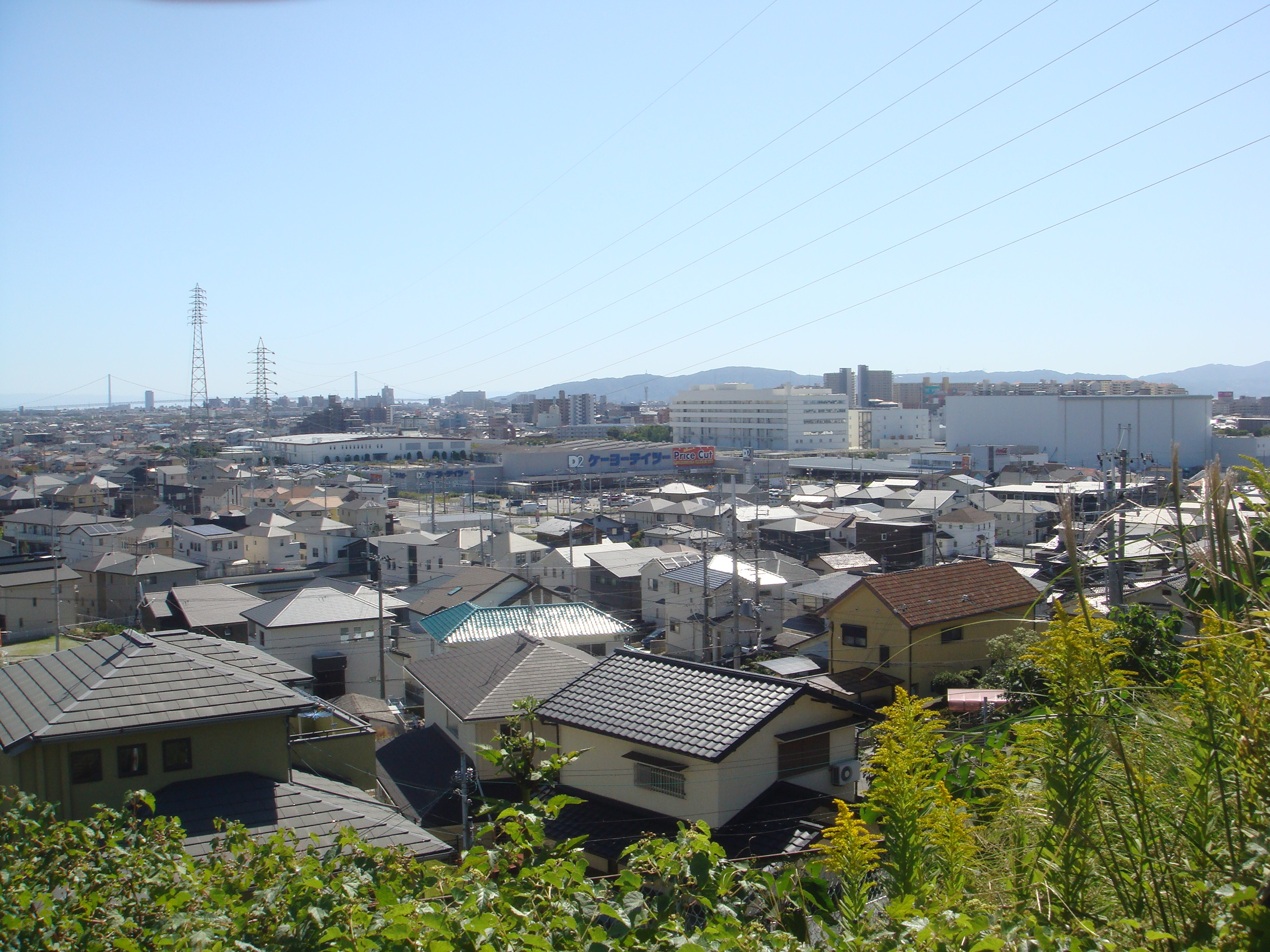
淡路島・明石大橋を望む

大久保町緑が丘（みどりがおか）は、兵庫県明石市大久保地区の地名。郵便番号は674-0055。
海の見える街として、1985年（昭和60年）から名鉄不動産が開発・販売を開始した住居専用地域。

## 地理
東経135度の日本標準時（子午線）上にある明石市立天文科学館から西に約8キロメートル。
標高は40～70メートルで坂のある住宅街。北に神戸市西区、東に神戸市垂水区、西に加古郡（播磨町、稲美町）が近く、南の瀬戸内海（播磨灘）まで約3キロメートル。気候は瀬戸内気候のため温暖で比較的雨が少なく付近にはため池が多く存在する。ため池の数では兵庫県は全国1位
。

## 沿革
- 1985年（昭和60年）- 名鉄不動産が開発許可取得。造成後、第10次に渡り販売を開始。
- 1986年（昭和61年）9月1日 - 第11次住居表示実施で大久保町山手台2丁目の一部、大久保町西脇の一部を大久保町緑が丘に変更。人口15人、5世帯[4]。
- 1995年（平成7年）5月 - 名鉄不動産「明石緑が丘営業所」が閉鎖。
- 1996年（平成8年）1月 - 緑が丘「ふれあい農園」管理組合設立。
- 1999年（平成11年）3月1日 - 大久保町緑が丘地区「 地区計画」が決定[5]。
- 1999年（平成11年）10月1日 - 建築物の制限に関する条例制定[6]。この条例により、敷地の面積は150平方メートル以上、建築物の高さは10メートル以下となる。
- 2010年（平成22年）12月 - 集会所の建替え竣工。
- 2016年（平成28年）5月 - 防犯カメラ設置(順次増設）。

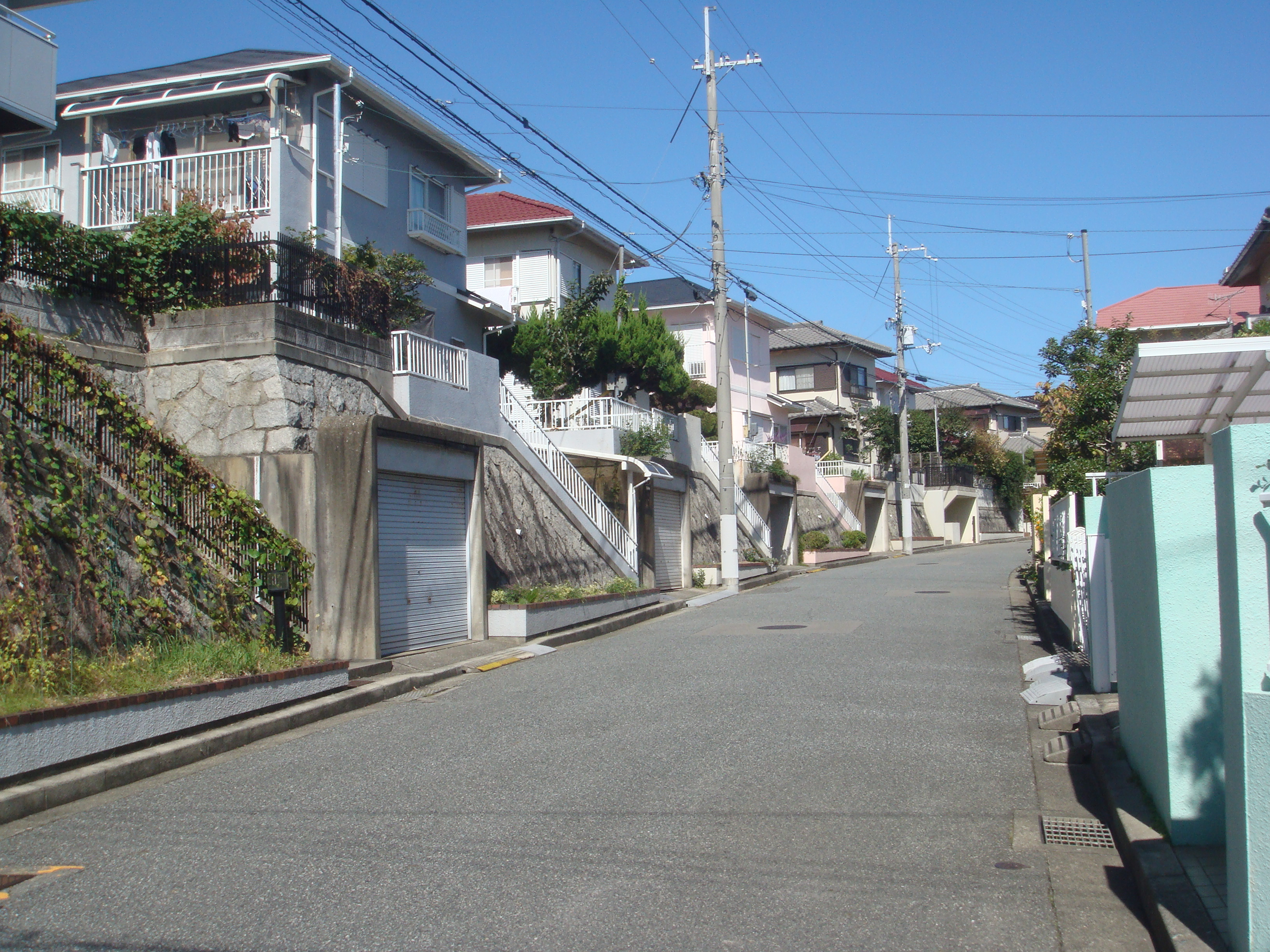
街並み1
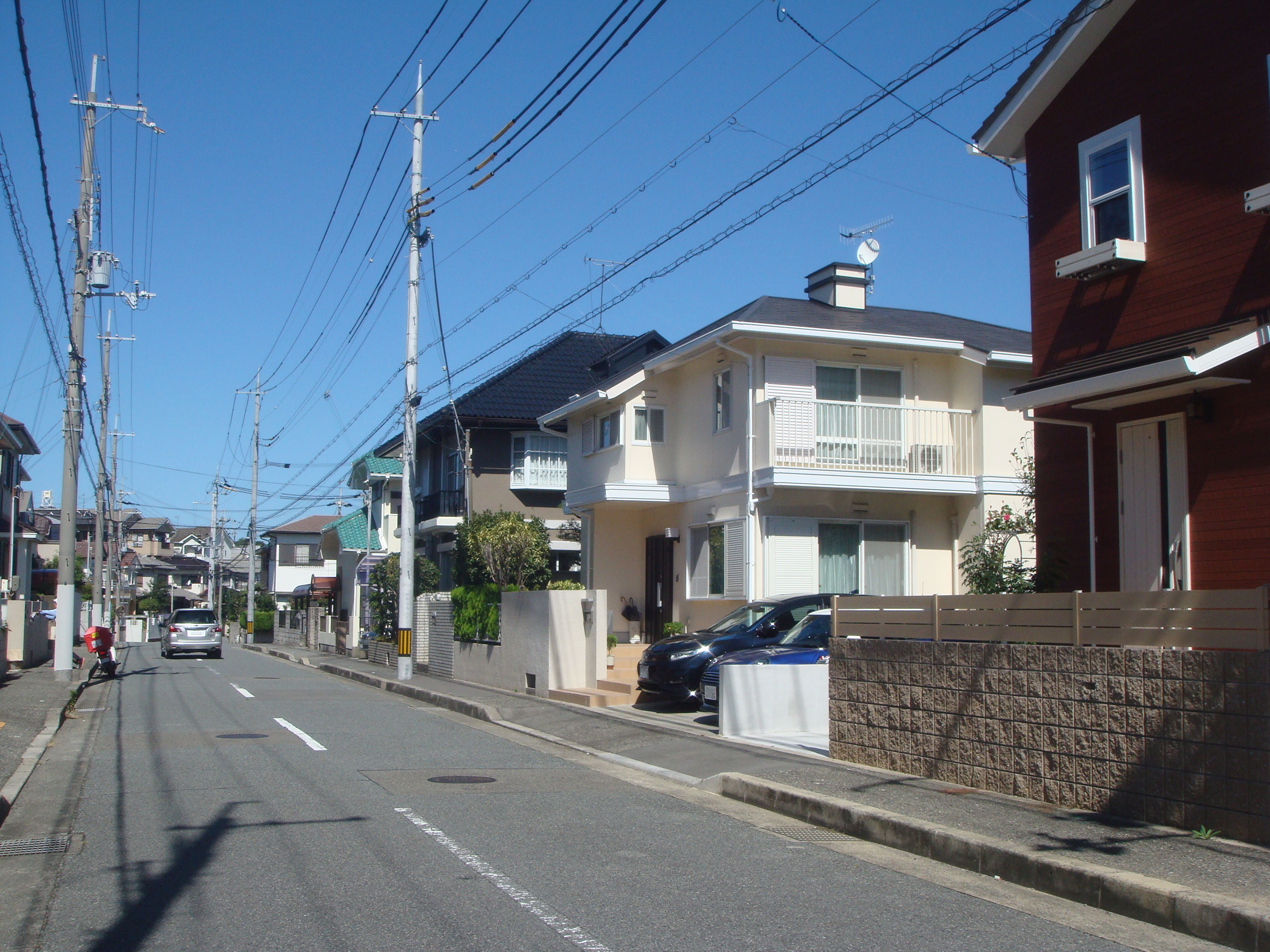
街並み2
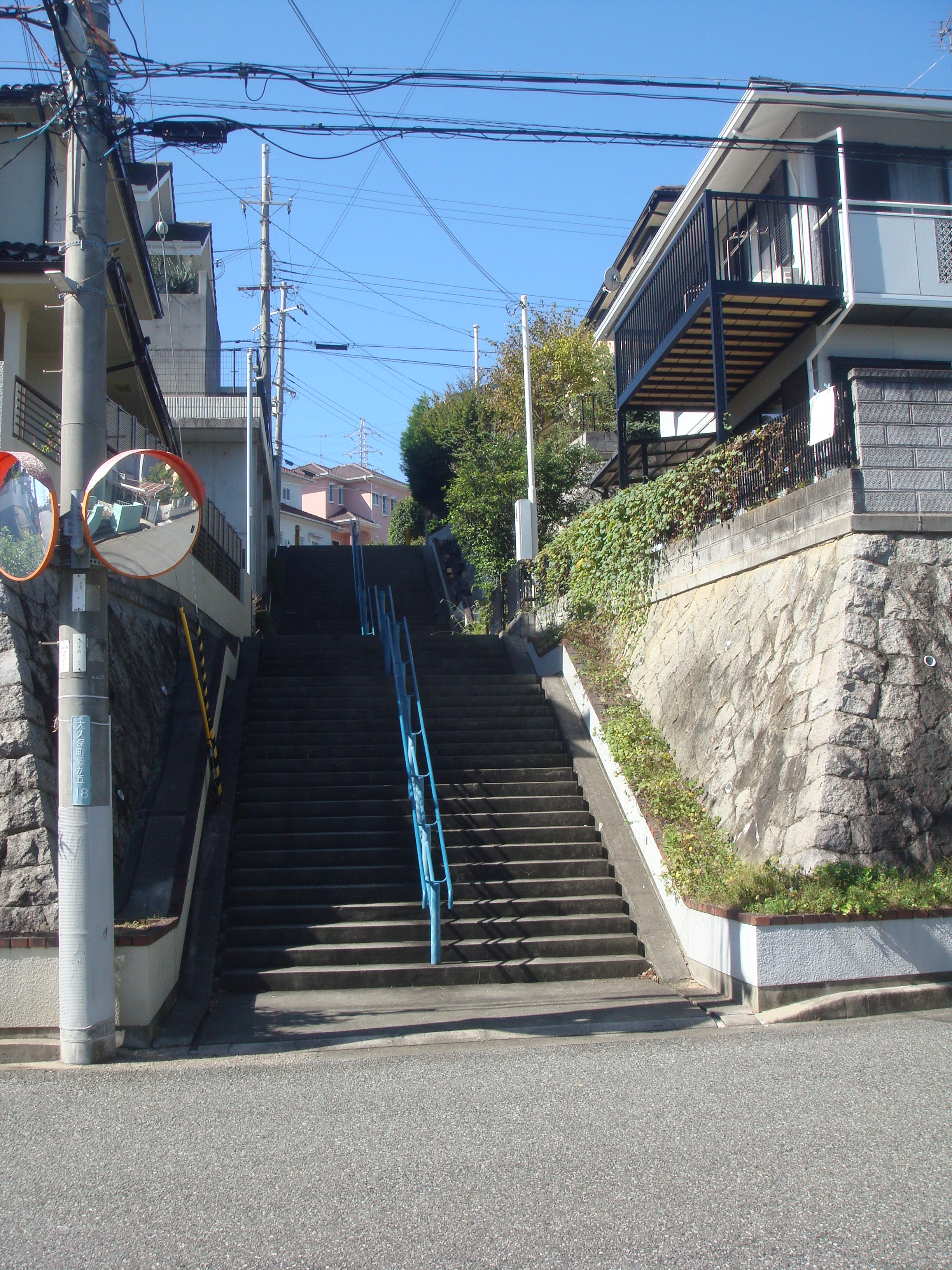
街並み3
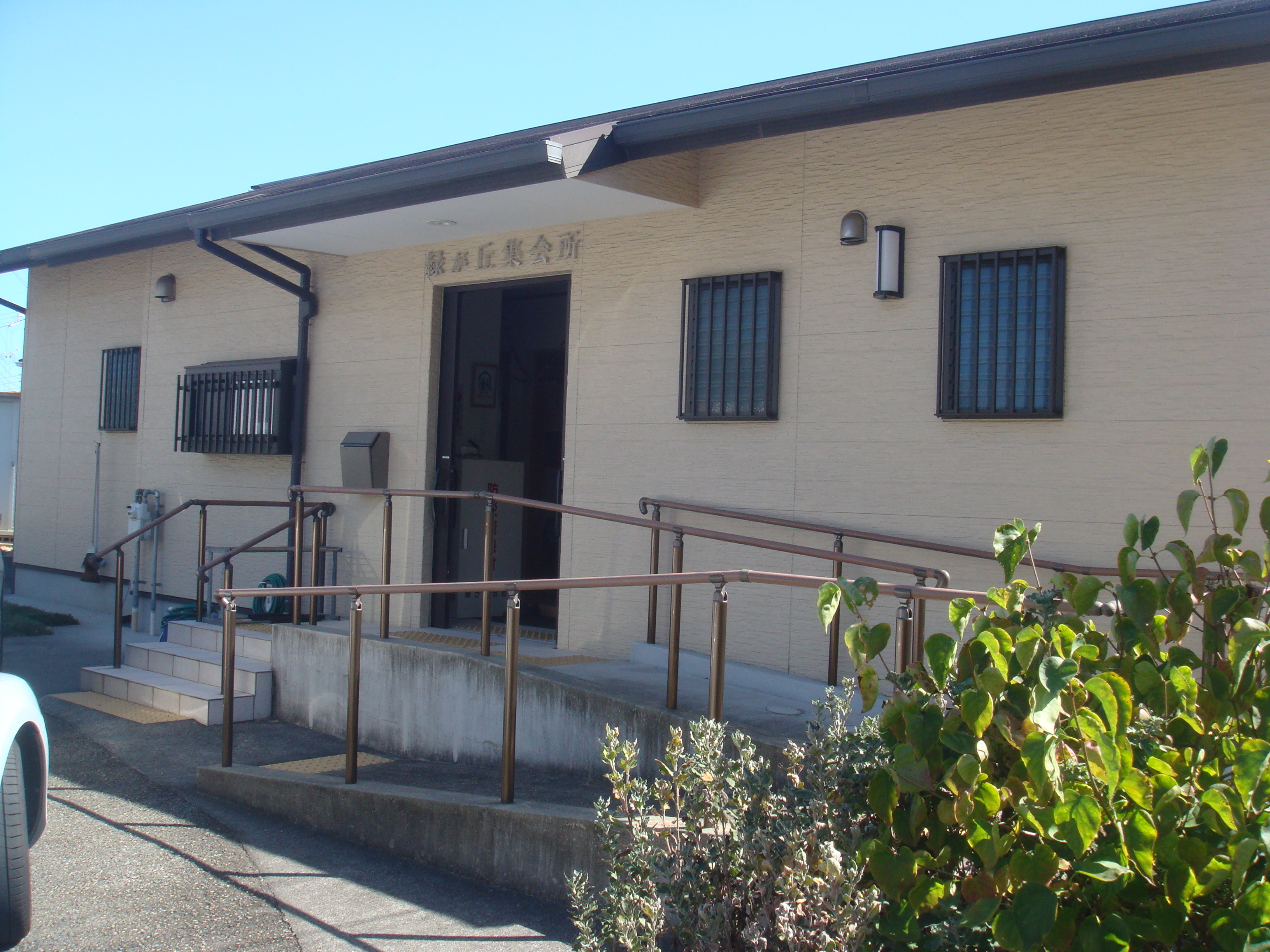
集会所

## 世帯数と人口
緑が丘の人口は、以下のように推移している。
| 年                 | 基準日 | 人口  | 男  | 女  | 世帯数 | 人口基準         |
| ------------------ | ------ | ----- | --- | --- | ------ | ---------------- |
| 2005年（平成17年） | 1月1日 | 1,163 | 575 | 588 | 366    | 住民基本台帳人口 |
| 2010年（平成22年） | 1月1日 | 1,095 | 529 | 566 | 381    | 住民基本台帳人口 |
| 2015年（平成27年） | 1月1日 | 1,046 | 496 | 550 | 393    | 住民基本台帳人口 |
| 2020年（令和2年）  | 1月1日 | 975   | 464 | 511 | 406    | 住民基本台帳人口 |
| 2025年（令和7年）  | 1月1日 | 894   | 424 | 470 | 400    | 住民基本台帳人口 |

## 地域の概要
- 都市計画法
  - 市街化区域 第一種住居専用地域（建ぺい率50％、容積率100％）[7]。
- 開発総面積は、109,071.37㎡。
- 計画戸数は、344区画。

## 地域活動
- 緑が丘自治会
- こども部
- にこにこ小径（明石市まち美化プロジェクト）
- 公園の春秋一斉清掃、班別清掃
- 敬老の日の集い
- その他

## 保育施設
公立保育所（園）・市立保育所（園）・認定こども園・地域型保育・小規模保育事業所については、保育施設の概要を参照。

## 小・中学校の学区
市立小・中学校に通う場合、学区は以下の通りとなる。
| 町丁   | 番・番地 | 小学校     | 中学校         |
| ------ | -------- | ---------- | -------------- |
| 緑が丘 | 全域     | 山手小学校 | 大久保北中学校 |

## 高等学校
近隣の高等学校は以下の通り。
- 市立明石商業高等学校
- 県立明石北高等学校
- 県立明石南高等学校
- 県立明石城西高等学校
- 県立明石清水高等学校

## 施設
- 緑が丘集会所

## アクセス
- 自動車
  - 第二神明道路大久保ICから南に車で約10分
- 路線バス
  - JR西日本山陽本線大久保駅から(神姫バス 山手台行き)で約15分
    - 停留所(山手台南)から徒歩約10分

## 寺社・史跡
付近にある寺社・史跡などは以下の通り。
- 西脇遺跡(旧石器時代)
- 古墳(古墳時代後期)
  - 松陰新田1号、2号
  - 寺山古墳

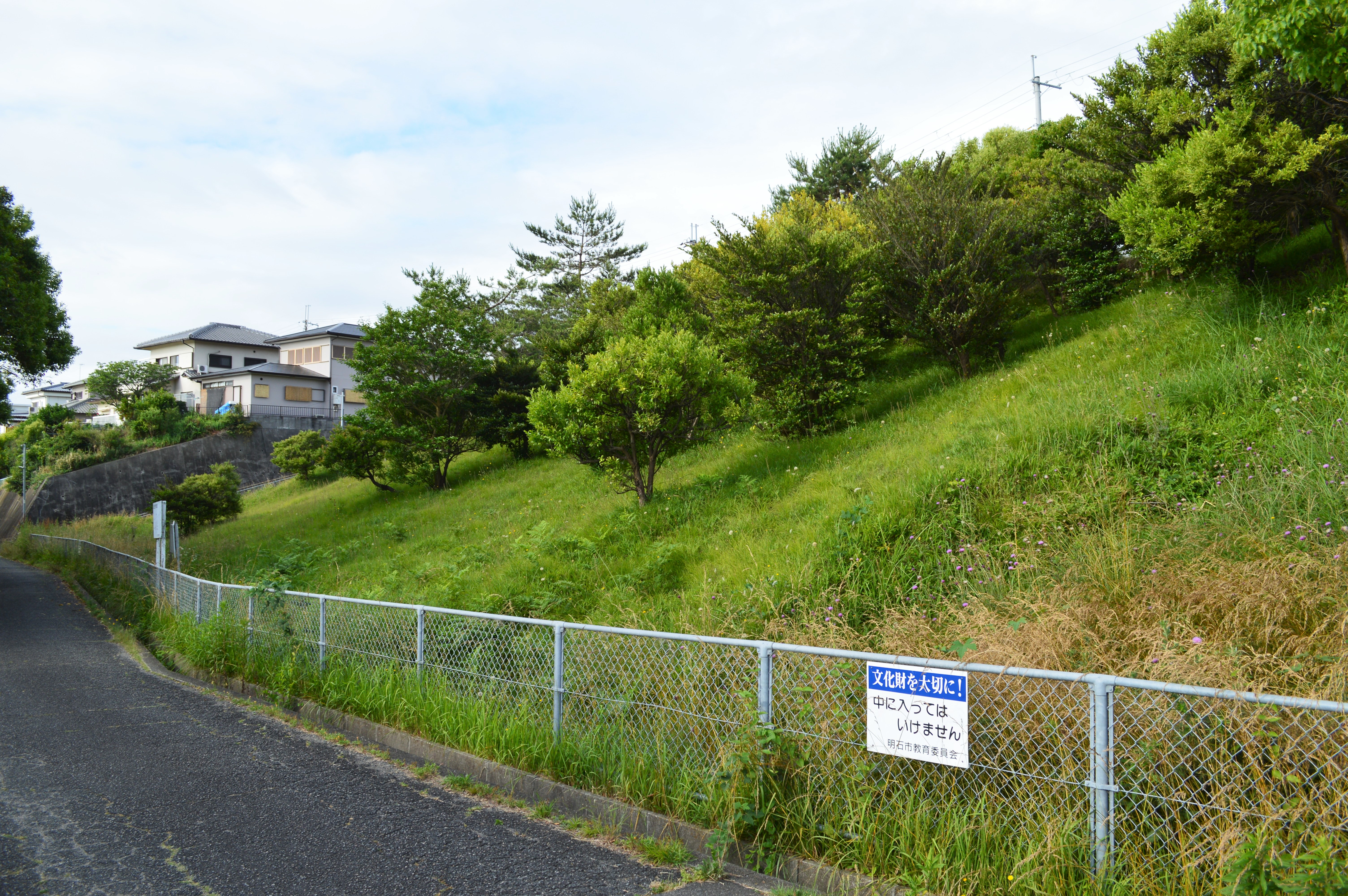
高丘古窯跡群

- 高丘古窯跡群(5、6、7号窯)(8、9号窯)[11]。
- 古道
  - 山陽道(西国街道)
  - 高砂道
  - 太山寺道
- 明治天皇「山陽道巡行御小休み所」
- 酒造場
  - 江井ヶ島酒造
  - 太陽酒造
  - 大和酒造
  - 西海酒造
  - 茨木酒造
- 寺院
  - 西光寺
  - 正覚寺
- 神社
  - 大窪八幡神社
  - 宗賢神社
  - 金ケ崎神社